# Ladies in Love
Ladies in Love é um filme norte-americano de comédia romântica de 1936 dirigido por Edward H. Griffith e estrelado por Janet Gaynor, Constance Bennett e Loretta Young. O filme gira em torno de três colegas de quarto (Gaynor, Bennett e Young) na exótica Budapeste e suas cômicas aventuras românticas. Gaynor, Bennett e Young receberam diretamente do faturamento do filme com Gaynor recebendo o maior pagamento. O filme também estrelava Simone Simon, Don Ameche, Paul Lukas e Tyrone Power.
Tyrone Power e Loretta Young causaram tamanho impacto com este filme que foram rapidamente transformados em par romântico em diversos outros filmes da 20th Century Fox incluindo Love Is News (1937), Cafe Metropole (1937), Second Honeymoon (1937) e Suez (1938). Constance Bennett é geralmente reconhecida pelos críticos como tendo o melhor papel do filme mas sua carreira entrou em rápido declínio nos anos seguintes.

## Elenco
- Janet Gaynor como Martha Kerenye
- Constance Bennett como Yoli Haydn
- Loretta Young como Susie Schmidt
- Simone Simon como Marie Armand
- Don Ameche como Rudi Imre
- Paul Lukas como John Barta
- Tyrone Power como Karl Lanyi
- Alan Mowbray como Paul Sandor
- Wilfrid Lawson como Ben Horvath
- J. Edward Bromberg como Franz Brenner
- Virginia Field como Helena Grabitz